# Glühlichter
Die 1889 erstmals erschienene Zeitschrift Die Glühlichter, ab 1896 Neue Glühlichter, ab 1909 Glühlichter, war das bedeutendste humoristisch-satirische Arbeiterblatt der im gleichen Jahr gegründeten Sozialdemokratischen Arbeiterpartei. Die Zeitschrift erschien mit einigen Unterbrechungen von 1889 bis 1915 im Stile der sehr ähnlichen, bekannteren Satire-Zeitschrift, dem Münchner Simplicissimus, in Wien.

## Entstehung der „Glühlichter“
Die Zeitschrift erschien erstmals am 30. November 1889 und wurde bis 1896 unter dem Namen Die Glühlichter veröffentlicht. Von 1898 bis 1909 wurde die Zeitschrift mit einigen kleineren Unterbrechungen unter dem Namen Neue Glühlichter publiziert. Nach 1909 bis zu ihrer Einstellung 1915 erschien die Zeitschrift unter dem Namen Glühlichter. Sie erschien durchgehend mit einigen wenigen Unterbrechungen in 14-tägigen Abständen.

## Herausgeber und Mitarbeiter
Herausgegeben wurde die Zeitschrift von Hans Czermak, David Sußmann, Artur Haydtmann sowie von Ignaz Brand. Unter den bekannteren Redakteuren finden sich Beiträge von bspw. Hermann Hesse, Marie von Ebner-Eschenbach oder Anastasius Grün. Ebenfalls redaktionell für die Zeitschrift tätig waren Emil Kralik, Hans Bernauer, Hugo Heller, Stephan Großman und Josef Luitpold Stern. Für den Großteil der Karikaturen waren unter anderen Fritz Kaskeline, Theodor Zajeckowski, Fritz Graetz, Franz Koch und Moriz Jung verantwortlich.

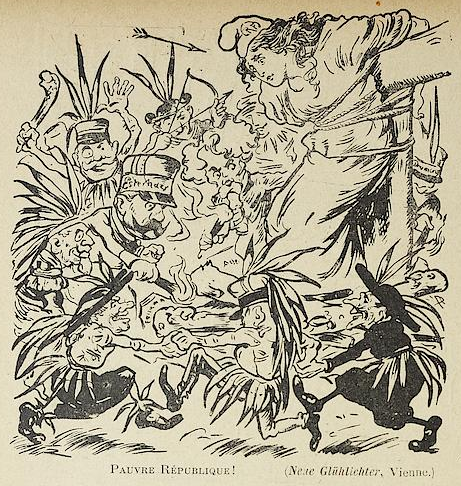
Arme Republik: Marianne wird an einen Pfahl gebunden dargestellt. Um sie tanzt die gesellschaftliche Oberschicht während unter dem Auge von Henri Rochefort, Kommandant Esterházy den Scheiterhaufen entzündet / Karikatur aus „Neue Glühlichter“ 26. Februar 1898

## Blattlinie
Die Glühlichter und die Personen, die dahinter standen, sahen es als notwendig an, die Menschen vom Wert und der Notwendigkeit der Arbeiterbewegung zu überzeugen. Sie äußerten sich kritisch gegenüber Wahlrechtskämpfen und forderte ein direktes Wahlrecht. Die Zeitschrift zielte auf bürgerliche Moral und die Schicht der Arbeiter ab. Die Zeitschrift erreichte ein für ein damaliges Satireblatt ungewöhnlich hohes Niveau, was unter anderem auf redaktionelle Beiträge weiter oben genannter bekannter Schriftsteller zurückzuführen ist. Die Zeitschrift vertrat zudem eine pazifistische Haltung, die sie auch im Ersten Weltkrieg beibehielt.

## Karikaturen
Oftmals wurden ranghohe Politiker und Militärs bei antisemitischen Handlungen karikiert. So wurde beispielsweise Karl Lueger in einer Karikatur mit der Unterschrift Antisemitische Hirschjagd mit einem Stock dargestellt, wie er auf einen Juden einprügelt. Eine weitere Karikatur zeigt Lueger mit seinen Parteifreunden und einem geistlichen Juden vor einem Suppentopf stehend, während sie gemeinsam einen „Klerikal-Christlichsocialen-Antisemitischen-Volks-Verdummungs-Brei“ kochen. Ebenfalls wurde Karl Lueger als Arzt dargestellt, der seinen Patienten Medizin mit der Aufschrift Christlichsocialer Antisemitischer Blödsinn verabreicht. Karl Lueger war in der Vorkriegszeit politischer Gegner der Sozialdemokraten, da er der christlichsozialen Partei nicht nur angehörte, sondern sie 1893 auch selbst gründete.

## Einstellung im Ersten Weltkrieg
Mit Beginn des Ersten Weltkriegs lässt sich in Hinblick auf Karikaturen in Satirezeitschriften ein klarer Wechsel von kritischen politischen Darstellungen, die die Politik im eigenen Land betrafen, hin zu einer Überwindung der Parteiengegensätze abzeichnen. Es wurden also nicht mehr Parteimitglieder der konkurrierenden Parteien karikiert, sondern der gemeinsame Kriegsfeind. Dieser Wechsel zu einem einheitlichen Feind, den es galt propagandistisch herabzuspielen, nennt man heute Burgfriedenspolitik.
Die Glühlichter bildeten jedoch eine Ausnahme. Sie beteiligten sich nicht an der Burgfriedenspolitik, sondern vertraten weiterhin eine klare pazifistische Antikriegshaltung. Die Folge war die häufige Zensur der Zeitschrift: Von 22 Ausgaben der letzten Redaktion wurden 15 beanstandet. Dies führte schließlich zur Einstellung. Die letzte Ausgabe erschien am 30. Dezember 1915.

## Andere humoristische Zeitschriften im Ersten Weltkrieg
- 1837–1926: Der Humorist
- 1857–1919: Satirezeitschrift Figaro
- 1861–1933: Humoristisch-Politisches Volksblatt Kikeriki
- 1869–1919: Humoristisch-satirische Wochenzeitung Der Floh
- 1871–1925: Humoristisch-satirische Wochenzeitung Die Bombe
- 1880–1925: Wiener Karikaturenzeitschrift Wiener Caricaturen
- 1887–1916: Illustrierte Beilage des Volksblattes für Stadt und Land – Belehrendes und Unterhaltendes
- 1899–1936: Satirische Zeitschrift Die Fackel
- 1900–1917: Antiklerikales humoristisch-satirisches Wochenblatt Der Tiroler Wastl
- 1905–1941: Humoristische Wochenzeitschrift Die Muskete